# Provincia de Cúneo
La provincia de Cúneo (en italiano: provincia di Cuneo) es una provincia en la región del Piamonte, en Italia. Su capital y ciudad más poblada es Cúneo.

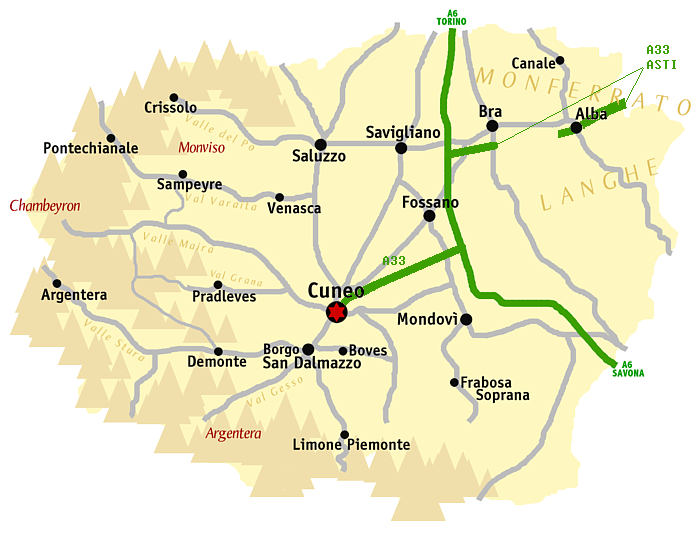
Mapa de la provincia de Cúneo.

Tiene un área de 6905 km², y una población total de 582.997 hab. (2020). Hay 247 comuni (municipios) en la provincia (fuente: ISTAT, véase este enlace).
Los municipios principales por población son (a día 31 de agosto de 2020):
| Municipio          | Población |
| ------------------ | --------- |
| Cúneo              | 56,072    |
| Alba               | 31,394    |
| Bra                | 29,571    |
| Fossano            | 24,559    |
| Mondovì            | 22,261    |
| Savigliano         | 21,490    |
| Saluzzo            | 17,423    |
| Borgo San Dalmazzo | 12,436    |
| Busca              | 10,059    |
| Racconigi          | 9,815     |
| Boves              | 9,688     |
| Cherasco           | 9,366     |
| Barge              | 7,471     |
| Dronero            | 7,031     |

La provincia de Cúneo se extiende en la parte suroeste de Piamonte y limita al oeste con Francia y al sur con Liguria.
Los Alpes, con el macizo del Monviso, las colinas de las Langas, del Roero y del Monferrato, ocupan la mayor parte del territorio, mientras que la parte central, llana, la cruzan el Po, el Tanaro y otros ríos.
Muchas son las bellezas del paisaje: valles ricos de vegetación, colinas cubiertas de geométricos viñedos, todo interrumpido por castillos y áreas protegidas de singular belleza. Gracias a su posición, el territorio fue en su tiempo un lugar de pasaje y encuentro entre pueblos y culturas diferentes; lo cruzaron los más importantes caminos del peregrinaje medieval: el Camino de Santiago, la Via Francigena y fue objeto de lucha entre muchas grandes familias.
Encierra siglos de historia, como refleja su patrimonio artístico y cultural: castillos con torreones que ya son parte integrante del paisaje y maravillosos monasterios como el de Staffarda.

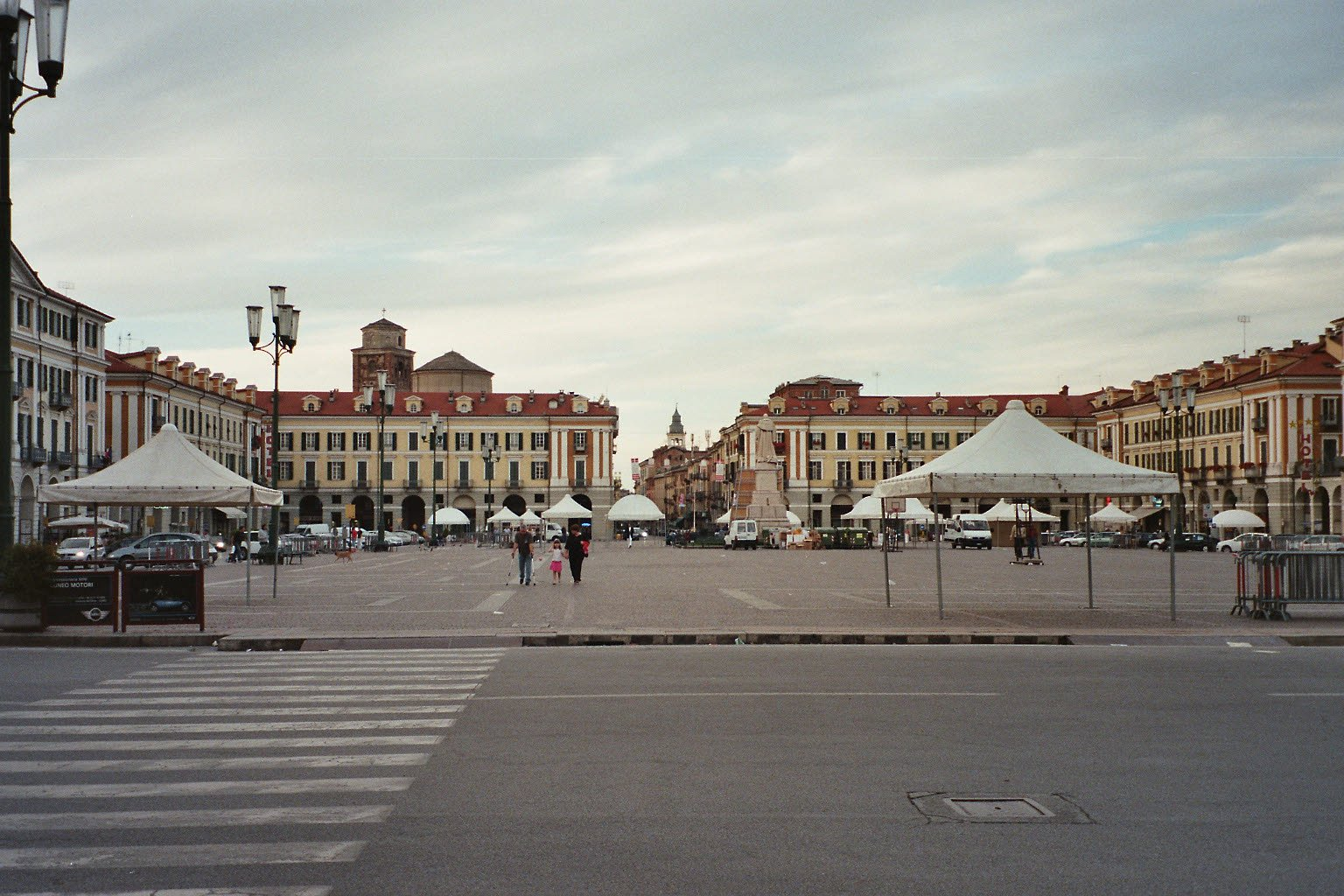
Ciudad de Cúneo

En el de Cúneo se cuentan varias villas llenas de historia y arte como Saluzzo, uno de los lugares de mayor impacto de Piamonte, Alba, Fossano y Mondovì.

## Gastronomía
La "trufa blanca de Alba", con su aroma profundo, es buscada y desenterrada en diferentes lugares: Langhe, Monferrato y Roero. También sabrosa y premiada es la trufa negra del valle Mongia y el valle Grana.
Los primeros platos más difundidos son los "dunderet de patatas", los "tajerin", los "agnolotti"; los "gnocchi alla bava" y el "risotto con le quaglie".
Entre los quesos destacan: Tome delle Langhe, Robiola di Dogliani y el queso Bruss.
También típico el queso Castelmagno, producido en los valles occitanos de Piamonte, donde se habla la antigua lengua d’Oc.
Entre los productos típicos destacan los embutidos como el "batiur" o "mariur", exclusivamente de carne de cerdo condimentada con especias y vino, y el embutido de buey.
Dulces típicos del territorio son los "Cuneesi al rhum" y el "Torrone d’Alba". En los Valles del Monviso son populares los "Losétte", “Brut e bun” ("feos pero buenos") con almendras y los “Risòle” (raviolis rellenos de mermelada, fritos y espolvoreados en azúcar). Productos típicos del alto valle del Po son los "batiaje", dulces de harina de maíz.

### Vinos
Tierra de los mejores vinos italianos, el cuneense está además influido por la cultura occitana: tradiciones folklóricas, religiosas y gastronómicas que hacen de él el lugar ideal para unas vacaciones culturales y al mismo tiempo divertidas. 
La región de Cúneo es el reino de los grandes vinos como el Barolo, el Barbaresco, el Dolcetto, el vino de las colinas de Saluzzo, el Nebbiolo y el Freisa.

## Fiestas y tradiciones
- Feria de la artesanía y del anticuariado artístico (Saluzzo)
- Feria Internacional de la Trufa Blanca de Alba
- Palio de los asnos (Alba)
- Bahio de Sampeyre
- "Roumiage de Setembre"
- "Giostra dell’oca"

## Deportes

### Deportes de invierno
Los montes de la zona de Cúneo y sus valles ofrecen la oportunidad de practicar todos los deportes de invierno, gracias a modernos centros turísticos dotados de pistas de esquí, fondo, snowboard, patinaje y raquetas de nieve.
También se puede realizar alpinismo y recorridos de senderismo de todos los niveles de dificultad hasta la Gran travesía de los Alpes.